# De grote klopjacht
De grote klopjacht is het derde stripalbum uit de Legende-reeks. Het werd voor het eerst uitgegeven bij Soleil in 2006. Het album is getekend door Yves Swolfs die tevens het scenario schreef.